# Фрідебург
Фрідебург (нім. Friedeburg) — громада в Німеччині, розташована в землі Нижня Саксонія. Входить до складу району Віттмунд.
Площа — 164 км2. Населення становить 10 269 ос. (станом на 31 грудня 2021).